# Atlas (película de 2024)
Atlas es una película estadounidense de suspenso y ciencia ficción de 2024 dirigida por Brad Peyton y escrita por Leo Sardarian y Aron Eli Coleite. Está protagonizada por Jennifer López, Simu Liu, Sterling K. Brown, Ricky Guillart y Mark Strong.
Atlas, una coproducción de ASAP Entertainment, Safehouse Pictures, Nuyorican Productions y Berlanti-Schechter Films, fue estrenada por Netflix el 24 de mayo de 2024.

## Sinopsis
Atlas Shepherd, un analista que desconfía profundamente de la inteligencia artificial (IA), está buscando al terrorista fugitivo Harlan, quien hace 28 años lideró una rebelión de IA que resultó en la muerte de 3 millones de personas antes de huir al espacio sideral. Después de que uno de los agentes de Harlan es capturado e interrogado, Atlas descubre que Harlan ha escapado a un planeta en la galaxia de Andrómeda e insiste en acompañar la misión militar para encontrarlo y capturarlo.
Antes de que la misión pueda ser lanzada desde la órbita, la nave que transporta a los militares, equipada con mechs (exoesqueletos mecanizados), es atacada por los drones de Harlan. Para sobrevivir, Atlas se ve obligado a entrar en uno de los robots y se estrella en el planeta cuando la nave es destruida. A pesar de su desconfianza hacia la IA a bordo del robot, que se presenta como Smith, Atlas logra tomar el control básico de la máquina. Smith le ordena dirigirse al punto de entrega previsto, donde Atlas encuentra al resto de los soldados muertos.
De mala gana, Atlas acepta vincular su mente directamente con Smith, lo que le permite un mayor control del robot. Durante el viaje hacia una cápsula de rescate, Atlas y Smith comienzan a acercarse, y ella revela que su madre fue la creadora de Harlan.
Con su energía casi agotada, Atlas convence a Smith de dirigirse a la base de Harlan para marcarla para un ataque de largo alcance. Sin embargo, después de colocar una baliza en la base, Smith es pirateada y desactivada. Al intentar escapar, Atlas es capturado y llevado ante Harlan, quien planea destruir a la mayor parte de la humanidad para que los supervivientes elegidos puedan prosperar bajo la guía de las IA. Para ello, Harlan atrajo a Atlas y al ejército a su planeta con el objetivo de robar una nave y una bomba de carbono, destinada a quemar la atmósfera de la Tierra.
Harlan inyecta a Atlas con un dispositivo capaz de extraer códigos de su cerebro para superar las defensas de la Tierra. Tras la inyección, Harlan deja que Atlas muera junto al coronel Banks, el único superviviente de la misión. Banks le entrega a Atlas su dispositivo de interfaz neuronal mecánica, lo que permite a Atlas reactivar remotamente a Smith, quien acude al rescate. Atlas revela a Smith que Harlan mató a su madre después de convencer al joven Atlas de entrelazar su mente con la suya, haciéndole consciente del miedo de la humanidad hacia la IA. 
Con la ayuda de Smith, Atlas supera su culpa y ambos luchan para escapar y destruir la nave de Harlan. Durante el enfrentamiento, Harlan aparece y lucha contra ellos directamente, logrando destruir el núcleo del reactor de Smith. Atlas desembarca del robot y mata a Harlan directamente. Para darle a Atlas suficiente tiempo para sobrevivir, Smith desactiva sus sistemas operativos y transfiere la energía restante (solo un 1% de fusión) a la máscara de oxígeno de Atlas, proporcionándole 11 minutos de oxígeno. Debido a la falta de poder, Smith se desactiva permanentemente.
De regreso a la Tierra, Atlas es informado de que la CPU de Harlan está siendo analizada. Ahora como Ranger, Atlas prueba el modelo mecánico más reciente, diseñado con sus sugerencias de modificaciones. Al activar el nuevo robot, se insinúa que la IA es Smith, lo que sugiere que su programación ha sobrevivido.

## Elenco
- Jennifer López como Atlas Shepherd
- Simu Liu como Harlan
- Sterling K. Brown como el coronel Elias Banks
- Gregory James Cohan como la voz de Smith
- Ricky Guillart como soldado (cameo)
- Mark Strong como el general Jake Boothe
- Abraham Popoola como Casca Decius
- Lana Parrilla como Val Shepherd

## Producción
El guion fue escrito originalmente por Leo Sardarian y Aron Eli Coleite realizó las reescrituras. Simu Liu, Sterling K. Brown y Abraham Popoola se unieron al elenco en agosto de 2022. En septiembre de 2022 se informó que Lana Parrilla se había unido al elenco.
La fotografía principal comenzó el 26 de agosto de 2022 en Los Ángeles y Nueva Zelanda y finalizó el 26 de noviembre.

## Estreno
Atlas fue estreenada por Netflix el 24 de mayo de 2024.

## Recepción
En el sitio web del agregador de reseñas Rotten Tomatoes, el 17% de las 60 reseñas son positivas, con una calificación promedio de 3,9/10. El consenso del sitio afirma: " Jennifer López hace todo lo posible para respaldar el alcance sísmico de Atlas, pero este espectáculo de ciencia ficción se desmorona bajo el peso de un guion cuya inteligencia es meramente artificial".
Metacritic, que utiliza un promedio ponderado, le dio a la película una puntuación de 38 sobre 100, basada en 25 reseñas, lo que indica "críticas generalmente desfavorables".